# Hautes-Pyrénées
Hautes-Pyrénées (65) is een Frans departement. De hoofdplaats (prefectuur) is Tarbes.

## Geschiedenis
Het departement was een van de 83 departementen die werden gecreëerd tijdens de Franse Revolutie, op 4 maart 1790 door uitvoering van de wet van 22 december 1789, uitgaande van een deel van de provincie Guyenne.

## Geografie

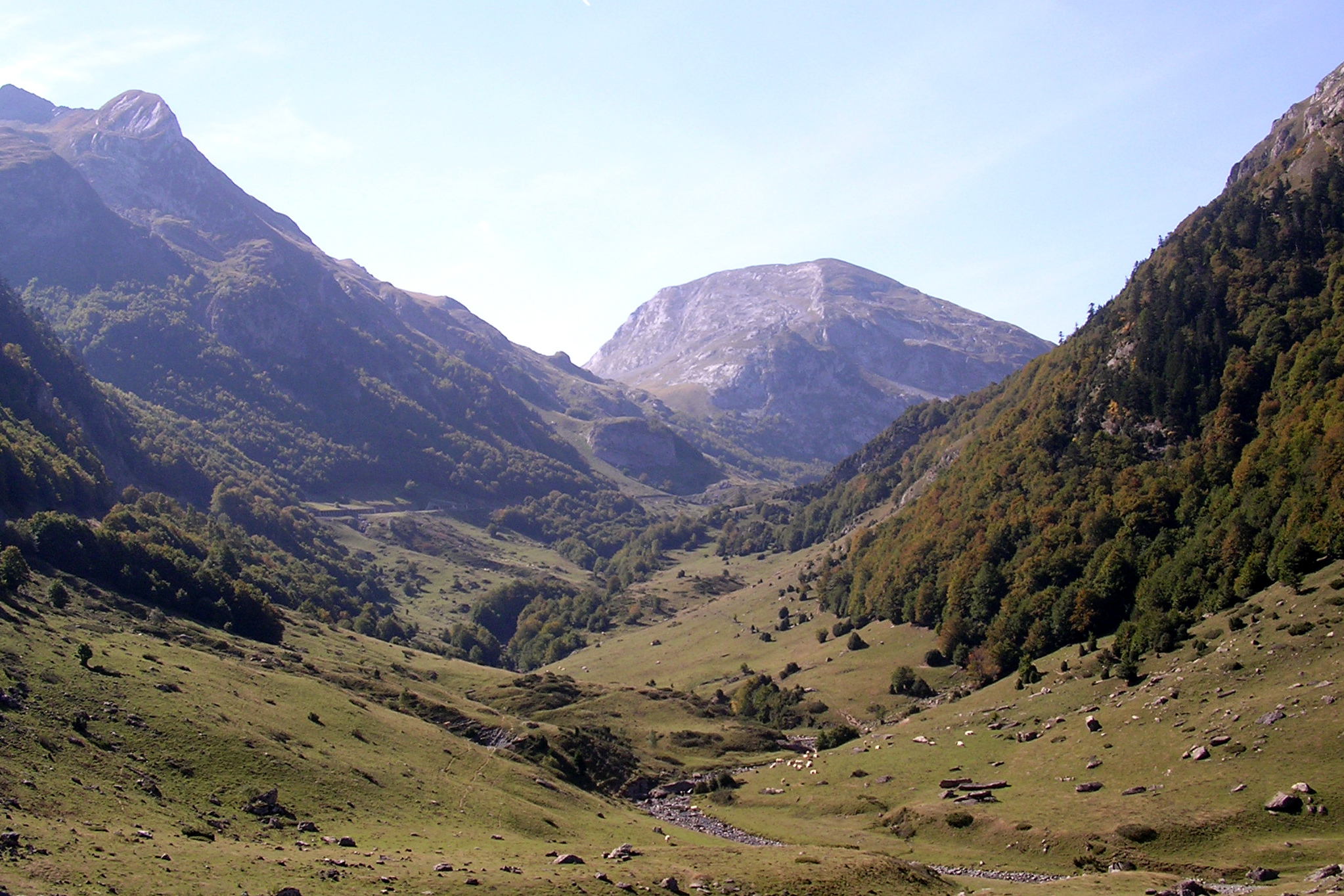
Vallée d'Ossau

Hautes-Pyrénées wordt omringd door de departementen Pyrénées-Atlantiques, Gers en Haute-Garonne, en verder grenst het aan Spanje. Het departement behoort tot de regio Occitanie. Het departement telt drie arrondissementen: Tarbes, Argèles-Gazost en Bagnères-de-Bigorre.

## Demografie
De inwoners van de Hautes-Pyrénées heten Haut-Pyrénéens.

### Demografische evolutie sinds 1962
| Naam            | Index 1962 | Index 1968 | Index 1975 | Index 1982 | Index 1990 | Index 1999 | Index 2008 | Index 2019 |
| --------------- | ---------- | ---------- | ---------- | ---------- | ---------- | ---------- | ---------- | ---------- |
| Hautes-Pyrénées | 100,0      | 106,8      | 107,5      | 107,8      | 106,3      | 105,2      | 108,3      | 108,8      |
| Frankrijk*      | 100,0      | 107,1      | 113,3      | 117,0      | 121,9      | 126,0      | 133,8      | 140,1      |

| Naam            | Inw./Km² 1962 | Inw./km² 1968 | Inw./km² 1975 | Inw./km² 1982 | Inw./km² 1990 | Inw./km² 1999 | Inw./km² 2008 | Inw./km² 2019 |
| --------------- | ------------- | ------------- | ------------- | ------------- | ------------- | ------------- | ------------- | ------------- |
| Hautes-Pyrénées | 47,4          | 50,6          | 50,9          | 51,1          | 50,3          | 49,8          | 51,3          | 51,4          |
| Frankrijk*      | 84,2          | 90,1          | 95,4          | 98,5          | 102,7         | 106,1         | 112,7         | 119,7         |

Frankrijk* = exclusief overzeese gebieden
Bron: Recensement Populaire INSEE - 1962 tot 1999 population sans doubles comptes, nadien Population Municipale
Op 1 januari 2022 had Hautes-Pyrénées 231.453 inwoners.

### Lijst van de 10 grootste gemeenten in het departement
| #  | Gemeente             | Aantal inwoners (2022) |
| -- | -------------------- | ---------------------- |
| 1  | Tarbes               | 44.529                 |
| 2  | Lourdes              | 13.266                 |
| 3  | Aureilhan            | 8.033                  |
| 4  | Bagnères-de-Bigorre  | 7.060                  |
| 5  | Lannemezan           | 5.810                  |
| 6  | Bordères-sur-l'Échez | 5.394                  |
| 7  | Séméac               | 5.202                  |
| 8  | Vic-en-Bigorre       | 4.830                  |
| 9  | Juillan              | 4.019                  |
| 10 | Barbazan-Debat       | 3.495                  |

## Afbeeldingen

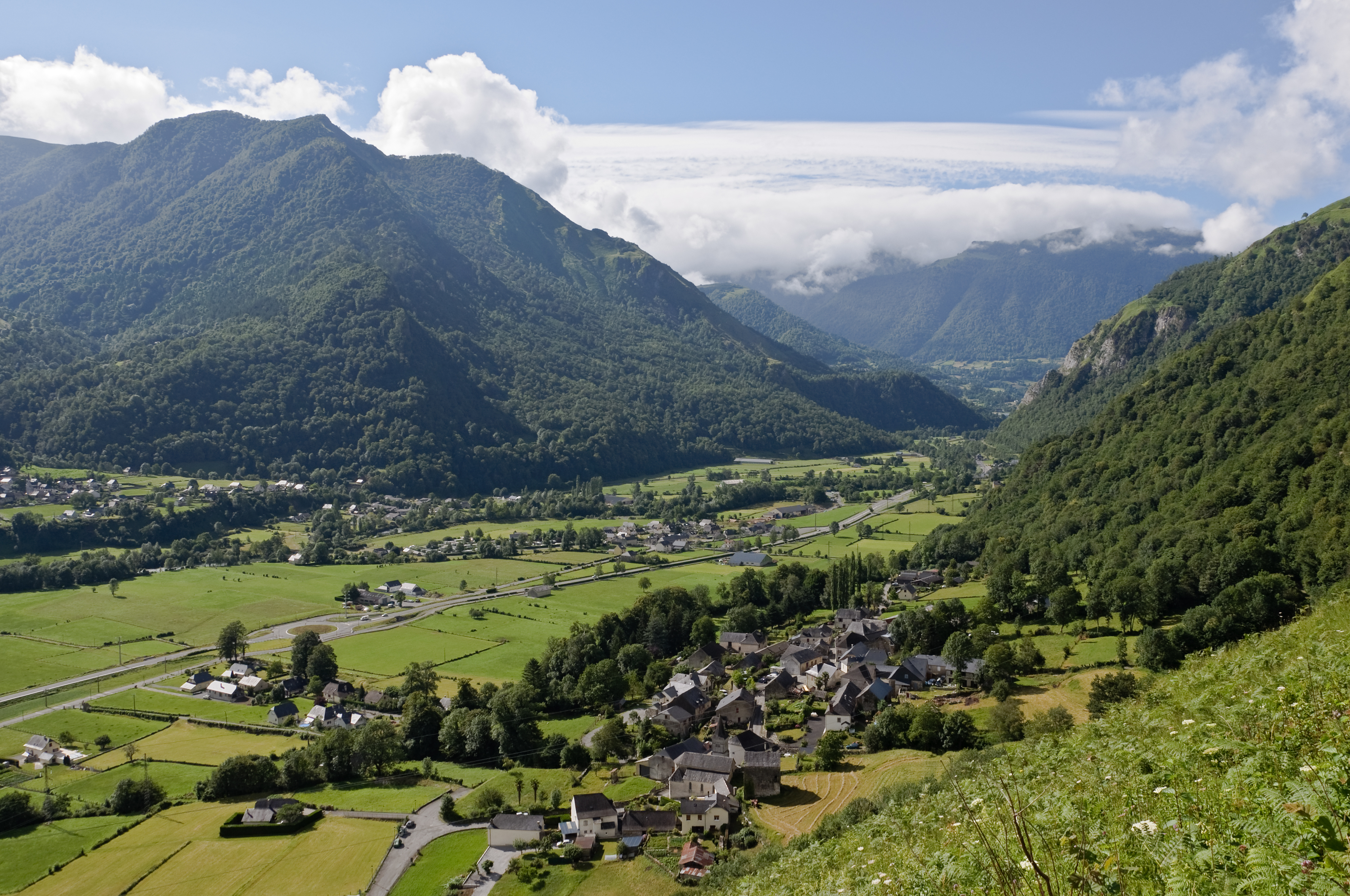
Vallée d'Ossau
Cirque de Gavarnie
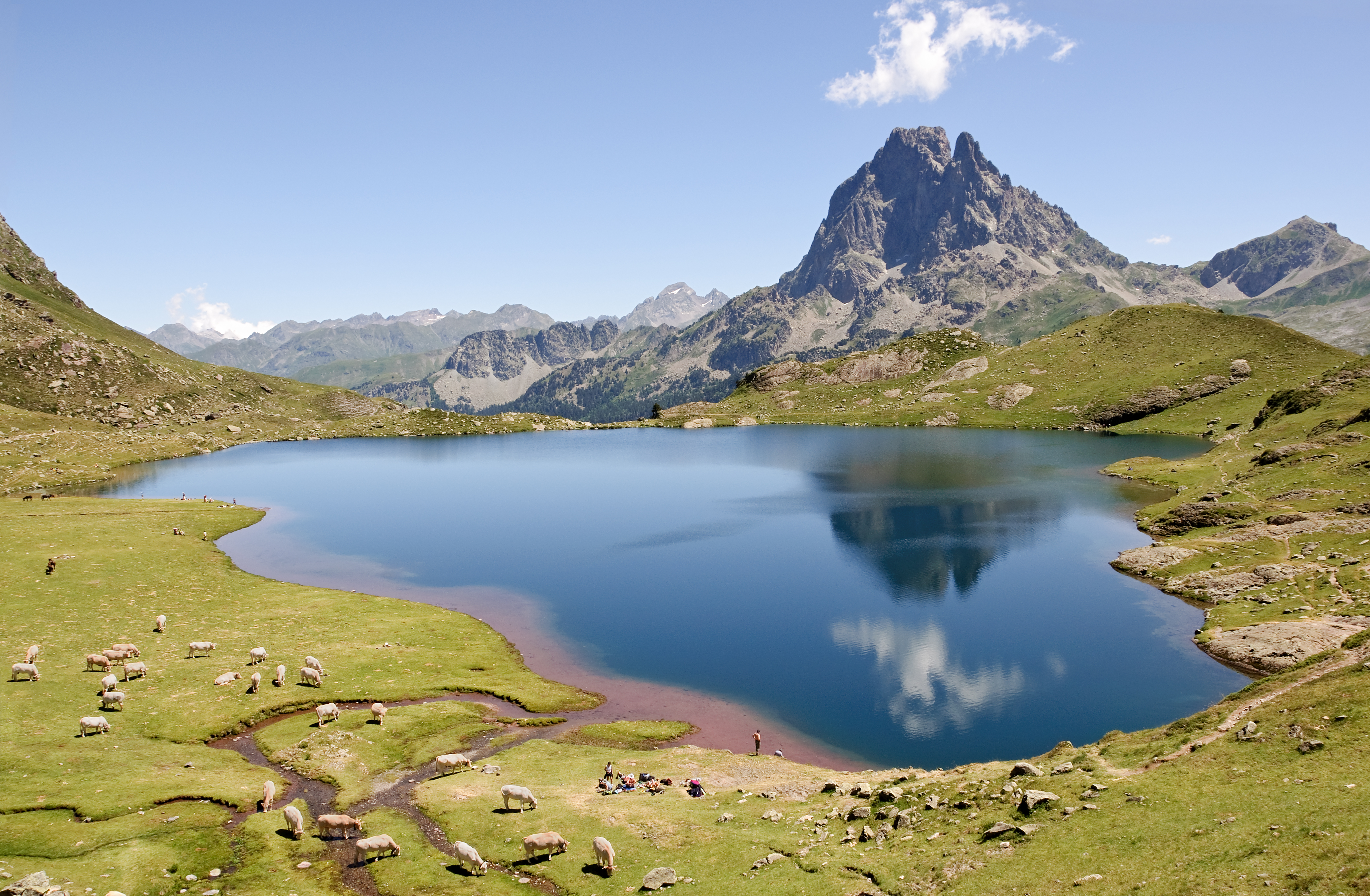
Pic du Midi d'Ossau
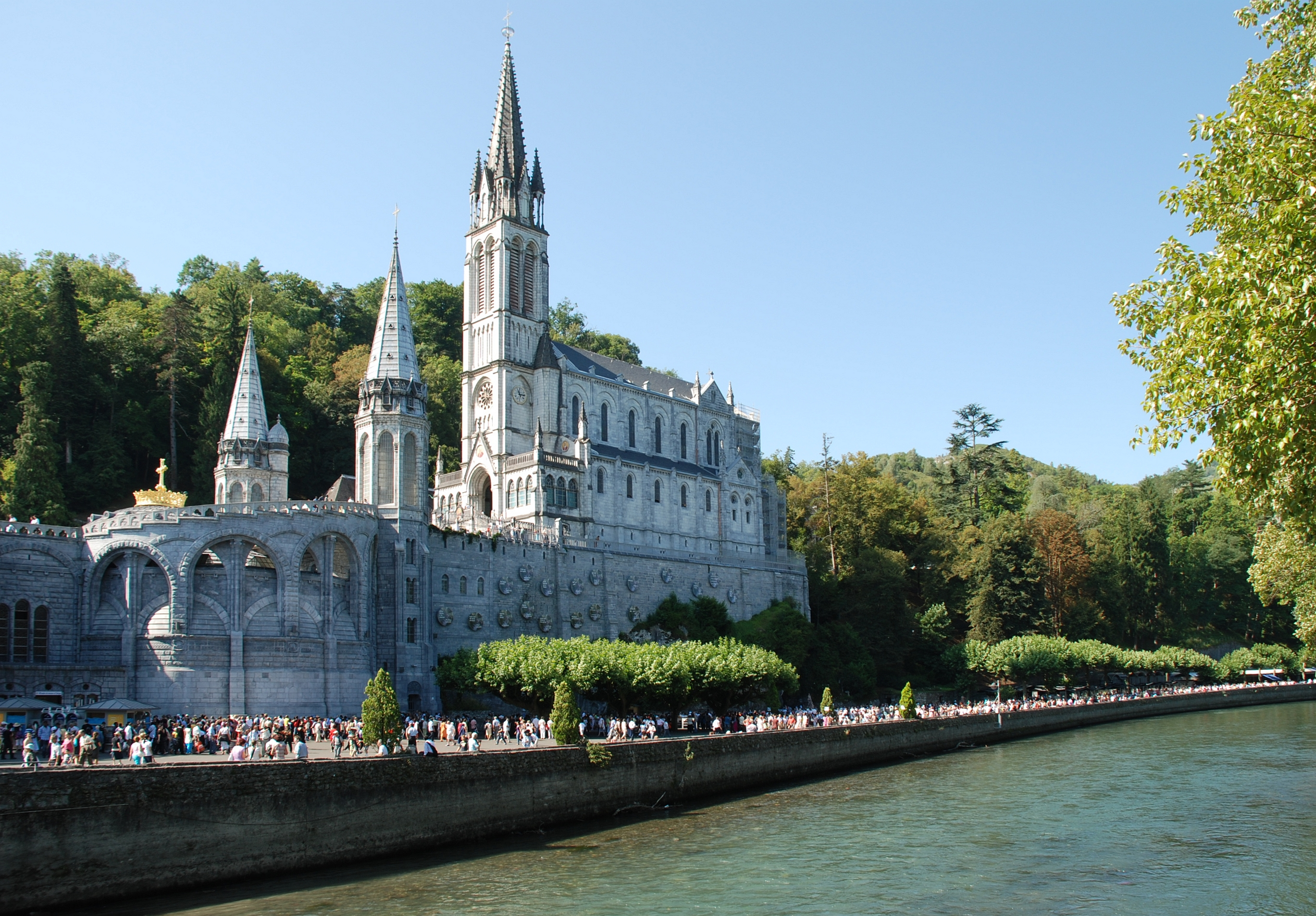
Basiliek van de Onbevlekte Ontvangenis, Lourdes
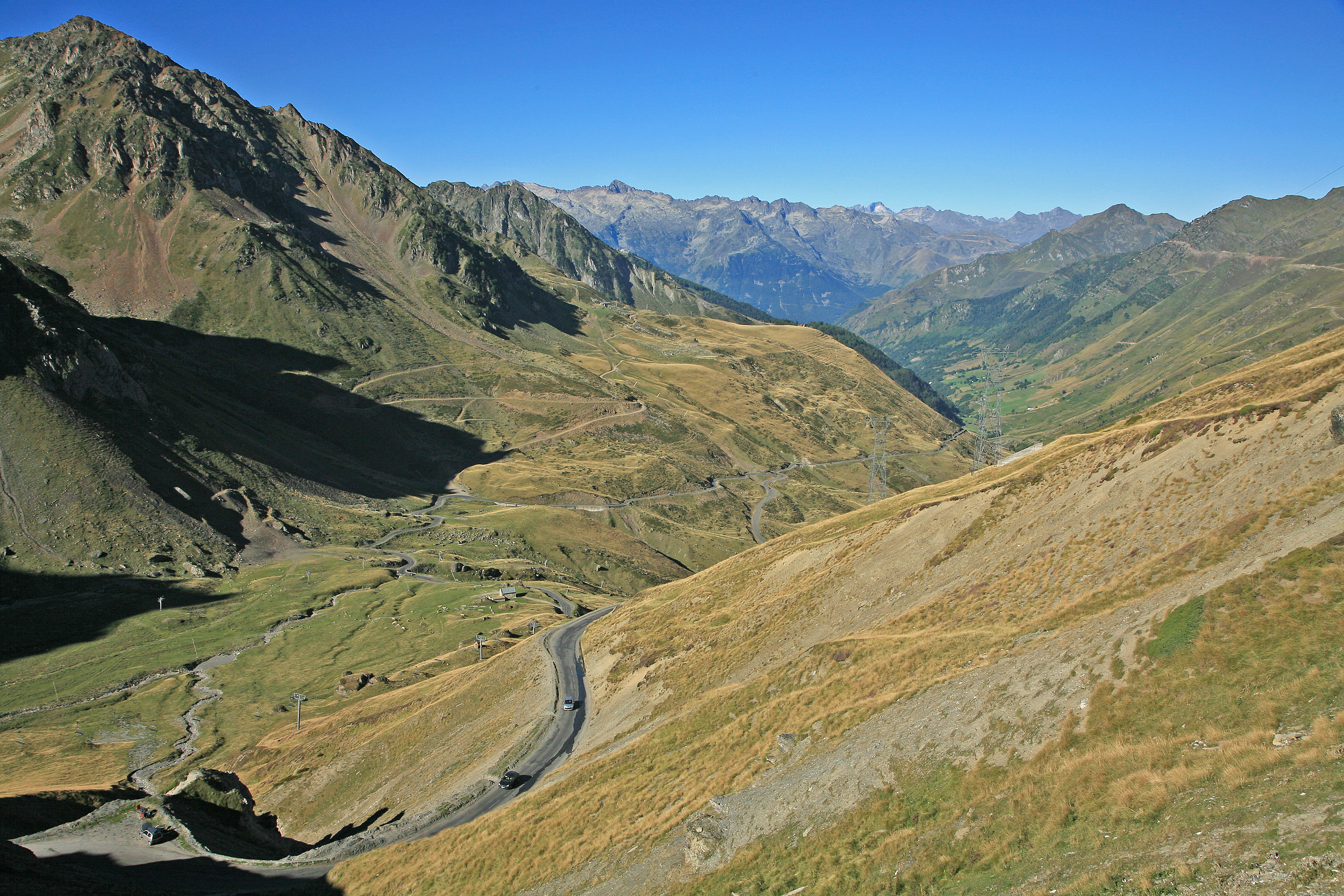
Col du Tourmalet